# 科伦加
科伦加，是西班牙阿斯图里亚斯的一个市镇。总面积98平方公里，总人口4282人（2001年），人口密度44人/平方公里。